# Sedario

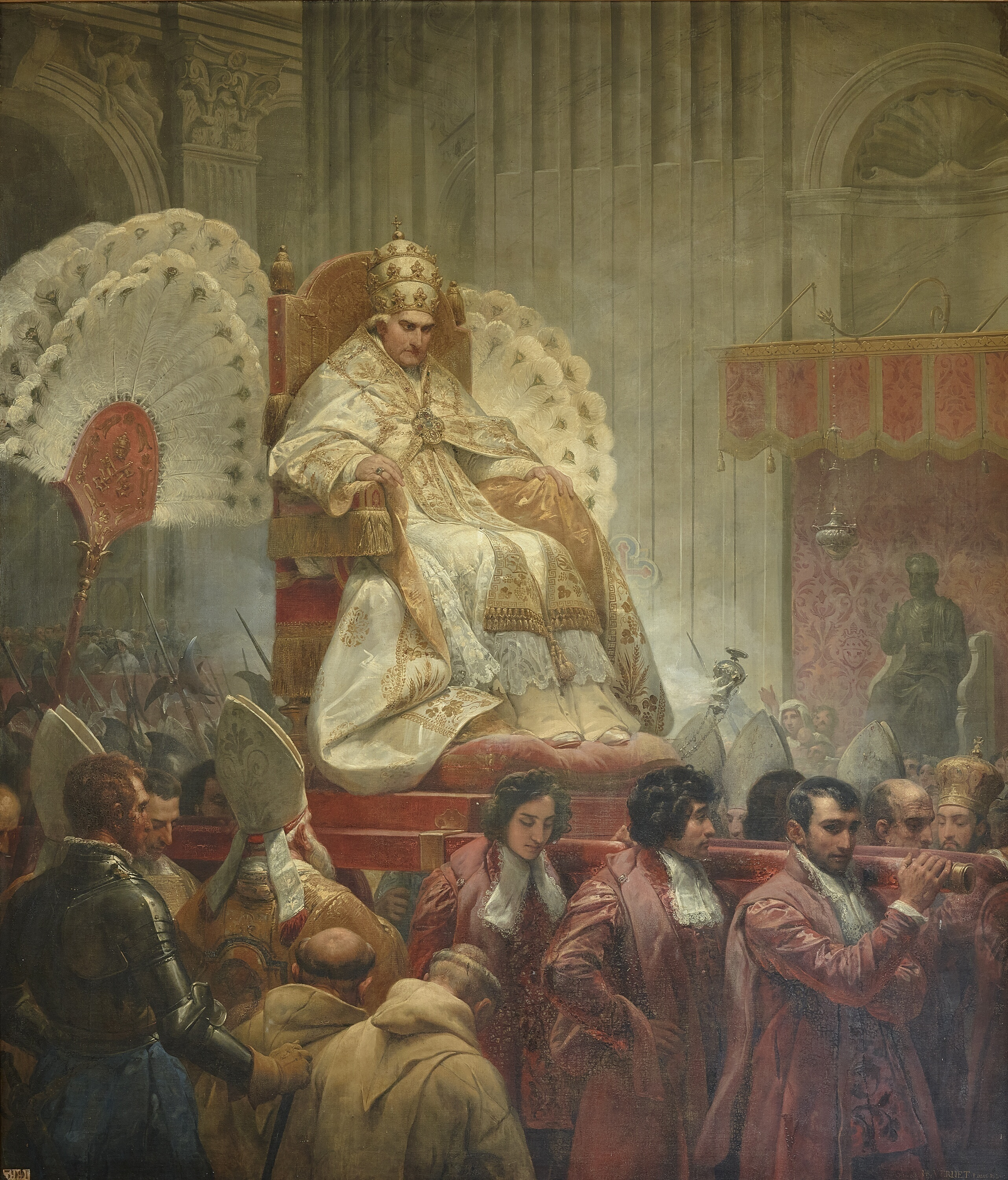
Papież Pius VIII na sedia gestatoria

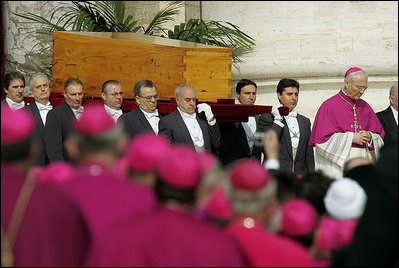
Sediari niosący trumnę zmarłego w 2005 roku Jana Pawła II

Sedario (też sediario pontificio, l.mn. sediari pontifici) – nazwa członków dworu papieskiego, których zadaniem było noszenie lektyki papieskiej (sedia gestatoria). Od roku 1978 – kiedy papież Jan Paweł II zaprzestał korzystania z lektyki – rola sediari ogranicza się do posług w Domu Papieskim. Podczas pogrzebu papieża sediari niosą jego trumnę.